# صندوق الابتكار في مجال التنمية البشرية
صندوق الابتكار في مجال التنمية البشرية (المعروف أيضًا باسم صندوق التنمية البشرية HDIF أو HDIFtz أو صندوق تأثير التنمية البشرية ) هو صندوق المعونة الممول من المملكة المتحدة البريطانية UKAid يمول 40 مليون جنيه استرليني بريطاني من صندوق التحدي الذي يقدم منحًا للأعمال التجارية، والمنظمات غير الحكومية، ومؤسسات البحوث من أجل توسيع نطاق الابتكارات التي تركز على الجودة والقيمة مقابل المال واستدامة الخدمات الأساسية في مجال التعليم والصحة والمياه والصرف الصحي والنظافة الصحية  وقد تم إطلاق HDIF في 12 مايو 2014 بدعم نائب رئيس تنزانيا.
ومن بين الأشراف الأخرى التي حصلت عليها المؤسسة في عام 2019، فازت HDIF بجائزة الخبرة البريطانية لأفضل «مشروع تعاوني دولي».
ووفقًا لحالة عمل لإدارة التنمية الدولية البريطانية لإنشاء الصندوق، فإن المخرجات المقصودة من HDIF هي اختبار واستخدام الابتكارات الجديدة لإدارة وتقديم خدمات التنمية البشرية الأساسية وتعزيز قاعدة الأدلة والنظام البيئي للابتكار في تنزانيا. يدعم HDIF النظام البيئي للابتكار وأدوار الحكومة في العلوم والتكنولوجيا والابتكار من خلال التعاون مع لجنة تنزانيا للعلوم والتكنولوجيا (COSTECH).

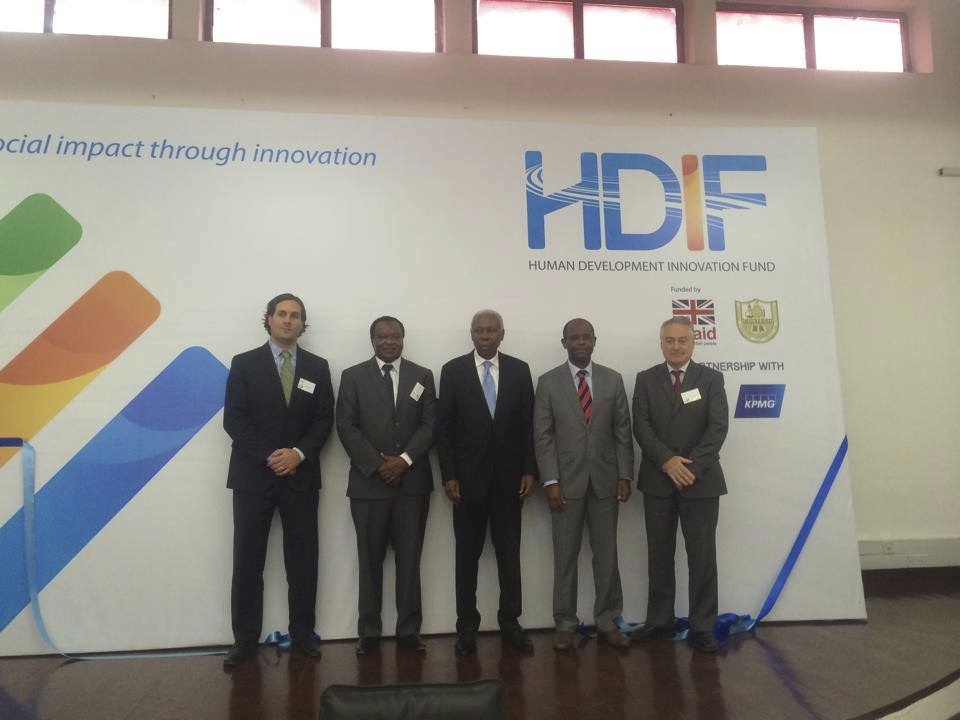
حفل إطلاق HDIF ، دار السلام ، تنزانيا. في الصورة (من اليسار إلى اليمين): ديفيد ب. مكجينتي ، قائد فريق HDIF ؛ د. حسن مشيندا مدير COSTECH د. محمد غريب بلال ، نائب رئيس تنزانيا ؛ د. الأستاذ مكامي مبراوة ، وزير، وزارة الاتصالات والعلوم والتكنولوجيا ؛ مارشال إليوت ، رئيس إدارة التنمية الدولية في تنزانيا

وتشمل العوامل المميزة لصندوق HDIF كصندوق تحدي فترة الاستثمار الطويلة مقارنة بصناديق التحدي الأخرى، مما تعكس النية المرجوة لرفع مستوى الابتكارات المبكرة.

## أسبوع الابتكار
وفي مارس 2015، نظمت المؤسسة أول أسبوع الابتكار السنوي في تنزانيا، بتنظيم مناسبات تعاونية مفتوحة بشأن الابتكار والبحث والتطوير وريادة الأعمال والتكنولوجيا والفنون. وتضمن المتعاونون في أسبوع الابتكار لعام 2015 مؤسسة كينو للابتكار والابتكار المشتركة، ومعهد كوستيتش، ومعهد إفكار (Ifakara) للصحية،  ومركز باني للابتكار، ومؤسسة نافاسي للفضاء الفني، ومؤسسة ديلوات الاستشارية، ومعهد الإدارة وتنمية المشاريع التجارية في مجال الطاقة المتجددة، وحاضنة أعمال الطاقة المتجددة في تنزانيا (TAREBI)، ومركز تنزانيا لتنظيم المشاريع والقدرة التنافسية (TECC).
عقد HDIF أسبوع الابتكار السنوي الثاني من 13 مارس 2016 إلى 19 مارس 2016 بالتعاون مع DFID و COSTECH و BUNI Innovation Hub و KINU Innovation Hub و Deloitte و Nafasi Art Space و TAREBI و TASEF و NALEDI و NjeVenture و Ifakara Health Institute ، سفاري سونا، سفارة فنلندا، الأرخبيل والبلاديوم الدولية.
انعقد أسبوع الابتكار السنوي الثالث في الفترة من 15 إلى 20 مايو 2017. شارك المشاركون في الحدث «في رواية القصص الإبداعية، وورش العمل من أجل التنمية، وشاركوا في إنشاء حلقة حول الابتكار مع أطفال Ubungo ، والاستماع إلى طلاب الجامعة الواعدين بقيادة الشركات الناشئة، واستكشاف الابتكارات المدفوعة بالبحث من قبل معهد Ifakara الصحي والحصول على نظرة ثاقبة لشريك التنمية مناهج ممولة من المانحين بما في ذلك مبادئ التنمية الرقمية».
انعقد أسبوع الابتكار السنوي الرابع في الفترة من 21 إلى 26 مايو 2018 تحت شعار «الابتكار في العمل».
عُقد أسبوع الابتكار السنوي الخامس في الفترة من 25 إلى 29 مارس 2019، وحضره أكثر من 2000 شخص  تحت شعار «توسيع الابتكار والحفاظ عليه من أجل التنمية البشرية». عُقدت فعاليات أسبوع الابتكار الإقليمي في أروشا وإرينغا.
من المتوقع أن يقام أسبوع الابتكار 2020 في الفترة من 8 إلى 13 مارس 2020 في دار السلام ومن 16 إلى 20 مارس مبايا وإيرينجا وستون تاون ودودوما وأروشا. يمكن العثور على التذاكر على https://www.timetickets.co.tz/iw2020dar نسخة محفوظة 9 أغسطس 2020 على موقع واي باك مشين. .

## اعتراف
حصل HDIF على اعتراف من الجارديان،  إطلاق تقرير الرخاء الأفريقي من قبل ليغاتوم،  تانزيكت،  وزير الاتصالات والعلوم والتكنولوجيا في تنزانيا،  ديلي نيوز،  ومركز ابتكارات التعليم. في أبريل 2019، فاز HDIF بجائزة British Expertise International Award لأفضل مشروع تعاوني دولي.
حصلت الابتكارات المدعومة من HDIF على اعتراف عالمي، بما في ذلك استخدام الطائرات بدون طيار لتوصيل الإمدادات الطبية الطارئة،  مرشحات نانوية باستخدام نهج تجاري محلي فريد،  والجرذان المستخدمة للكشف عن TB.

## محفظة
تتكون محفظة HDIF من الاستثمارات الأولية، الجولة 1، الجولة 2، والجولة 3. بالإضافة إلى ذلك، أطلق HDIF تحدي Mawazo في عام 2016 لدعم أفكار المرحلة المبكرة من الشباب التنزانيين ليتم إطلاق النموذج الأولي وإطلاقه. تم إطلاق الجولة الثالثة من التمويل في 19 يونيو 2017، مع تقديم الطلبات في 8 سبتمبر 2017.
اعتبارًا من عام 2019، تشمل استثمارات HDIF ما يلي:
| Organization                                                     | Partners | Sector  | Stage |
| ---------------------------------------------------------------- | --- | ------- | ----- |
| AMREF                                                            | GSK, Vodacom, GAVI | الصحة   | طيار  |
| ANZA Entrepreneurs Ltd                                           | أكاديميات سيلفرليف | التعليم | طيار  |
| APHFTA                                                           | عافية للتمويل الأصغر |         | زيادة |
| APOPO                                                            | عمليةOperation ASHA (OpASHA), Mapambano ya Kifua Kikuu na Ukimwi Temeke (MKUTA) | الصحة   | زيادة |
| Bremen Overseas Research and Development Association Tanzania    | (صندوق معهد Ifakara الصحي (IHI)) | غسيل    | زيادة |
| Camfed Tanzania                                                  | WorldReaders, KIVA, The Queen's Trust | التعليم | طيار  |
| Catholic Relief Services                                         | Grundfos | غسيل    | طيار  |
| Comprehensive Community Based Rehabilitation in Tanzania (CCBRT) | مستشفى كابانجا | الصحة   | طيار  |
| Christian Social Services Commission (CSSC)                      | Studi Academy | التعليم | طيار  |
| Dageno Girls Center                                              | - | التعليم | زيادة |
| DIMAGI                                                           | PRINMAT, FHI360 | الصحة   | طي    |
| Digital Opportunity Trust (DOT) Tanzania                         | هيئة تدريب التعليم المهني (VETA) | التعليم | طيار  |
| Elizabeth Glaser Pediatric Aids Foundation (EGPAF)               | D-Tree International | الصحة   | زيادة |
| Fundación Paraguaya                                              | MasterCard Foundation, University of Minnesota | التعليم | طيار  |
| Health Insurance Services Management Organization (HIMSO)        | CIDR | الصحة   | طيار  |
| Ifakara Health Institute Trust (IHI)                             | In2Care BV | الصحة   | طيار  |
| Ifakara Health Institute Trust (IHI)                             | Zipline (formerly Romotive / Stork), University of Glasgow | الصحة   | طيار  |
| Maji Safi kwa Afya Bora Ifakara Safe (MSABI)                     | Welldone, VisibleSolutions | غسيل    | زيادة |
| Massachusetts General Hospital                                   | JHPIEGO | الصحة   | زيادة |
| Muhimbili University                                             | Deloitte | الصحة   | زيادة |
| Nelson Mandela African Institute of Science and Technology       | Gongali Model Ltd, A to Z Industries | غسيل    | زيادة |
| PharmAccess International (PAI)                                  | Christian Social Services Commission, APHFTA | الصحة   | زيادة |
| Pyramid Pharma Limited                                           | - | الصحة   | طيار  |
| Ubongo Kids                                                      | Millicom EduMe | التعليم | طيار  |
| Sense International East Africa                                  | | التعليم | طيار  |
| Shirati Hospital                                                 | Bruyere Research Institute, Ottawa University, Medic Mobile, CPAR, Amref Health Africa | الصحة   | زيادة |
| Shule Direct                                                     | Eneza Education, Tigo | التعليم | طيار  |
| SimGas Tanzania                                                  | - | غسيل    | طيار  |
| SNV Netherlands Development Organisation                         | University of Twente, University of Dar es Salaam | غسيل    | طيار  |
| Sproxil                                                          | - | الصحة   | طيار  |
| Stitching Investing in Children and their Societies (ICS)        | Susteq | غسيل    | طيار  |
| TotoHealth Co. Limited                                           | Wazazi Nipendeni SMS Service | الصحة   | زيادة |
| Vecna                                                            | Mnazi Mmoja Hospital Zanzibar, Tigo | الصحة   | طيار  |
| Voluntary Service Overseas (VSO)                                 | General Electric, Ifakara Health Institute | الصحة   | زيادة |
| World Vision Tanzania                                            | Microsoft, Team4Tech, Techno Brain, University of Dar es Salaam, Vocational Education Training Authority (VETA), Ministry of Labor and Employment, TANAPA, Ngorongoro Conservation Area Authority | التعليم | زيادة |
| D-tree International                                             | - | الصحة   |       |
| Ubongo Learning Limited                                          | - | التعليم |       |
| Catholic Relief Services (CRS)                                   | CARITAS, VETA, Mbeya Cement, Peoples’ Development Forum (PDF) and Local Government Authorities (LGAs)                                                                                             | غسيل    |       |
| Dorcas Aid International Tanzania                                | Handeni Development Organization, Handeni District Council and AFRIpads | غسيل    |       |
| HakiElimu                                                        | جامعة فيا VIA في الدنمارك وكلية جامعة مكواوا في إيرينغا | التعليم |       |
| Well Told Story (T) Limited                                      | - | غسيل    |       |
| Karibu Tanzania Organization                                     | معهد كيسانغارا للعمل الاجتماعي | التعليم |       |

## الشركاء
تمول HDIF من قبل وزارة التنمية الدولية في المملكة المتحدة (DFID) من خلال UKAid ،  تديره Palladium International (المعروفة سابقًا باسم GRM International) في اتحاد مع KPMG ، ومعهد دراسات التنمية (IDS)، وجامعة لوبورو، والجامعة نيوكاسل.